# تفاف جاسئ
التِفاف الجاسئ أو الخُرّم المر  أو الجعضيض الخشن نوع نباتي حولي يتبع جنس التفاف من الفصيلة النجمية.

## البيئة والانتشار
موطنه مناطق الوطن العربي المتوسطية وأوروبا، ولكنه انتشر أيضا في أمريكا الشمالية. يعد نباتا مجتاحا في منطقة البحيرات العظمى في الولايات المتحدة.

## الوصف النباتي
نبات عشبي حولي له أشواك. زهرته صفراء.